# ヨハン・アウグスト (プファルツ＝リュッツェルシュタイン公)

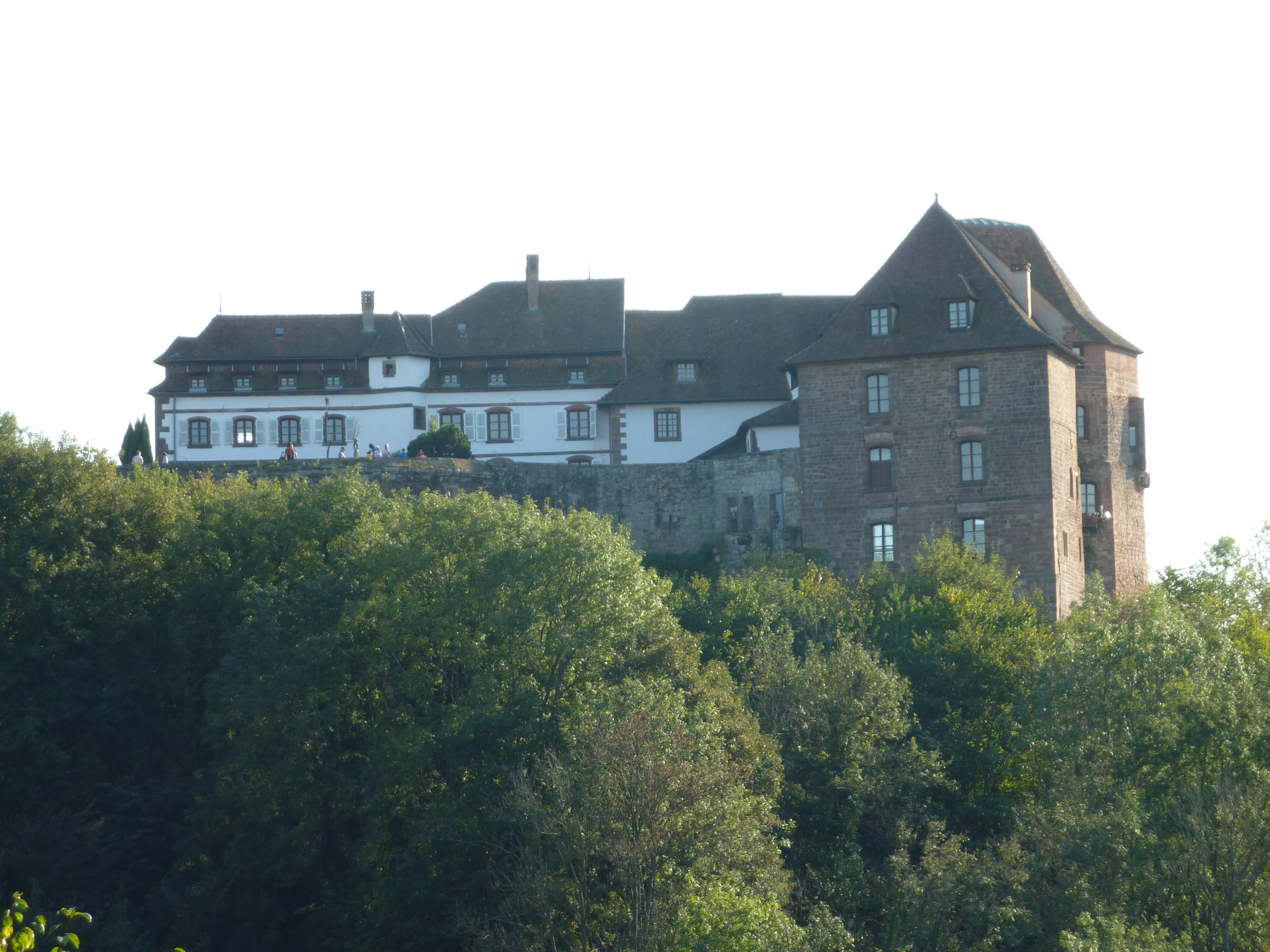
リュッツェルシュタイン城

ヨハン・アウグスト（ドイツ語：Johann August, 1575年11月26日 - 1611年9月18日）は、プファルツ＝フェルデンツ公（兄弟と共治、在位：1592年 - 1598年）、プファルツ＝リュッツェルシュタイン公（在位：1598年 - 1611年）。

## 生涯
ヨハン・アウグストはプファルツ＝フェルデンツ公ゲオルク・ヨハン1世と。スウェーデン王グスタフ1世の娘アンナ・マリアの次男である。
1592年の父の死後、兄弟ゲオルク・グスタフ、ルートヴィヒ・フィリップおよびゲオルク・ヨハン2世と領地を分割し、ヨハン・アウグストはリュッツェルシュタイン伯領を継承した。父と同様にリュッツェルシュタイン城に居を構えた。
1599年、ヨハン・アウグストはプファルツ選帝侯フリードリヒ3世の娘でヘッセン＝ラインフェルス方伯フィリップ2世の未亡人でありすでに50歳になっていたアンナ・エリーザベト（1549年 - 1609年）と結婚した。この結婚で子供は生まれなかった。1611年、ヨハン・アウグストはヨハン・カジミール・フォン・ナッサウ＝ヴァイルブルク＝グライベルクの未亡人エリザベート・フォン・ヘッセン＝ダルムシュタット（ヘッセン＝ダルムシュタット方伯ゲオルク1世の娘、1579年 - 1655年）と結婚することとなった。しかしヨハン・アウグストは結婚式に向かう途中で、結婚式を行う予定であった日に死去した。
両親や妃と同様に、ヨハン・アウグストもリュッツェルシュタイン教会の地下霊廟に埋葬された。ヨハン・アウグストの墓碑には、8つの祖先の紋章と2つの碑文とともに妃と一緒にひざまずいている姿が刻まれている。ヨハン・アウグストの死後、リュッツェルシュタイン伯領は弟のゲオルク・ヨハン2世が継承した。
1604年にヨハン・アウグストによって鋳造された銀貨は、表面にヨハン・アウグストの胸像、裏面にフェルデンツの紋章とプファルツ＝バイエルンの紋章が描かれており、非常に珍しいものと考えられている。